# Solanum aparadense
Solanum aparadense är en potatisväxtart som beskrevs av L.A.Mentz och Michael Nee. Solanum aparadense ingår i släktet skattor som ingår i familjen potatisväxter. Inga underarter finns listade i Catalogue of Life.